# Dětřichov nad Bystřicí (stacja kolejowa)
Dětřichov nad Bystřicí – stacja kolejowa w Dětřichovie nad Bystřicí, w kraju morawsko-śląskim, w Czechach pod adresem Dětřichov nad Bystřicí 87. Znajduje się na wysokości 620 m n.p.m. i leży na linii kolejowej nr 310.